# Peníze těch druhých
Peníze těch druhých (originální francouzský název L'Argent des autres) je francouzské filmové drama režiséra Christiana de Chalonge z roku 1978. Hlavní roli komorního psychologického dramatu ztvárnil Jean-Louis Trintignant.

## Děj
Henri Rainier pracuje jako bankovní pracovník. Jednoho dne je z důvodu porušení svých povinností vůči bance ze svého místa okamžitě a nečekaně propuštěn. Protože byl propuštěn neprávem a také proto, že nemůže najít žádné nové zaměstnání, začíná postupně odhalovat pravé důvody, které vedly k této křivdě. Rainierovou agendou byl styk s bohatými bankovními klienty, mezi které patřil také Chevalier d'Aven, protřelý podnikatel, který si z banky léta půjčoval peníze na realizaci projektů, z nichž drtivá většina byla nesmyslná a prodělečná. Chevalier d'Aven všechny své plány představoval nejdřív Rainierovi, ale konečné rozhodnutí ohledně schválení nového úvěru bylo pokaždé v rukou vedení banky na čele s jejím ředitelem Miremantem. Vedení si ale uvědomilo existenci finančních problémů instituce až tehdy, když celková ztráta dosáhla obřích rozměrů, a proto se nejvýše postavení muži v bance rozhodli vybrat zaměstnance, na kterého svalí celou vinu a banka na něj podá ohledně toho žalobu. Rainier je zpočátku letargický, ale pod vlivem své ženy Cécile se postupně aktivizuje a začíná pracovat na očištění svého jména. Dozvídá se o existenci dokumentu, který prokazuje, že Miremant a další vysoce postavení představitelé banky věděli o problémech, které mohou kvůli d'Avenovým investicím vzniknout. Protože jej potřebuje mít k dispozici, aby se obhájil při soudním řízení, proniká do bankovního archivu a s cizí pomocí se mu skutečně podaří tento dokument získat. Díky tomu se mu podaří prokázat svou nevinu, ale zodpovědní lidé zůstávají přesto nepotrestáni a Chevalier d'Aven je odsouzen k několikaletému trestu odnětí svobody.

## Obsazení
| Jean-Louis Trintignant | Henri Rainier                     |
| Catherine Deneuve      | Cécile Rainierová                 |
| Claude Brasseur        | obchodník Claude Chevalier d'Aven |
| Michel Serrault        | ředitel banky Miremant            |
| Gérard Séty            | de Nully                          |
| Jean Leuvrais          | Heldorff                          |
| François Perrot        | Vincent                           |
| Umberto Orsini         | Blue                              |
| Michel Berto           | Duval                             |
| Francis Lemaire        | Torrent                           |
| Juliet Berto           | Arlette Rivièrová                 |
| Michel Delahaye        | Bignon                            |

## Ocenění
César 1976
- César pro nejlepší film
- César pro nejlepšího režiséra - Christian de Chalonge